# Mistrzostwa Świata w Hokeju na Lodzie 2015 (elita)
Mistrzostwa Świata w Hokeju na Lodzie Elity 2015 odbyły się w dniach 1-17 maja w Czechach. Miastami goszczącymi najlepsze reprezentacje świata były Praga i Ostrawa. W 79. turnieju o złoty medal mistrzostw świata uczestniczy 16 narodowych reprezentacji.

## Wybór gospodarza
| Państwo | Głosy |
| ------- | ----- |
| Czechy  | 84    |
| Ukraina | 23    |

O organizację mistrzostw świata elity w 2015 ubiegały się dwa państwa. 21 maja 2010 wybrano kandydaturę Czech.
Lodowiska
- O2 Arena w Pradze to wielofunkcyjna hala widowiskowo-sportowa, mogąca pomieścić 18 tys. widzów. Budynek został otwarty w marcu 2004 roku. W hali swoje mecze w roli gospodarza rozgrywa sekcja hokeja na lodzie Slavia Praga uczestniczący w rozgrywkach Tipsport Extraliga, wcześniej także HC Lev Praga, występująca w KHL. Podczas turnieju w hali odbyły się spotkania grupy A, dwa ćwierćfinały, oba półfinały i mecze decydujące o medalach.
- ČEZ Aréna w Ostrawie to hala sportowo-widowiskowa otwarty w 1986 roku, o maksymalnej pojemności 12 tys. miejsc. Jest siedzibą klubu sportowego hokeja na lodzie HC Vítkovice. Podczas turnieju w hali odbyły się spotkania grupy B oraz dwa ćwierćfinały.

| Praga             | PragaOstrawa | Ostrawa         |
| O2 Arena          | PragaOstrawa | ČEZ Aréna       |
| Pojemność: 17 383 | PragaOstrawa | Pojemność: 8812 |
|                   | PragaOstrawa |                 |

## Uczestnicy

Państwa uczestniczące w mistrzostwach elity na mapie świata (na czerwono gospodarz, a na jasnoniebiesko państwa, które zakwalifikowały się z I dywizji).

W turnieju elity uczestniczyło 16 zespołów – 14 z państw europejskich i 2 z Ameryki Północnej.
| Europa - Austria^ - Białoruś* - Czechy*† - Dania* - Finlandia* - Francja* - Łotwa* |  | - Niemcy* - Norwegia* - Rosja* - Słowacja* - Słowenia^ - Szwecja* - Szwajcaria* Ameryka Północna - Kanada* - Stany Zjednoczone* |

* = Drużyny, które zajęły miejsce w czołowej 14 zespołów mistrzostw świata 2014 (w tym gospodarz)
^ = Drużyny zakwalifikowane z turnieju pierwszej dywizji w 2014 roku
† = Gospodarz turnieju (automatyczna kwalifikacja)

## Faza grupowa
21 sierpnia 2014 ustalono skład grup turniejowych.
Przedstawione godziny rozpoczęcia meczów podane są według czasu środkowoeuropejskiego (polskiego).

### Grupa A
Tabela
| Lp. | Zespół     | M | Z | Zd | Pd | P | G+ | G- | +/− | Pkt |
| --- | ---------- | - | - | -- | -- | - | -- | -- | --- | --- |
| 1   | Kanada     | 7 | 7 | 0  | 0  | 0 | 49 | 14 | +35 | 21  |
| 2   | Szwecja    | 7 | 4 | 2  | 0  | 1 | 34 | 19 | +15 | 16  |
| 3   | Czechy     | 7 | 4 | 1  | 1  | 1 | 27 | 18 | +9  | 15  |
| 4   | Szwajcaria | 7 | 2 | 0  | 4  | 1 | 11 | 18 | -7  | 10  |
| 5   | Niemcy     | 7 | 2 | 0  | 1  | 4 | 11 | 24 | -13 | 7   |
| 6   | Francja    | 7 | 1 | 1  | 0  | 5 | 13 | 20 | -7  | 5   |
| 7   | Łotwa      | 7 | 0 | 2  | 1  | 4 | 11 | 25 | -14 | 5   |
| 8   | Austria    | 7 | 0 | 2  | 1  | 4 | 10 | 29 | -19 | 5   |

    = awans do ćwierćfinałów     = utrzymanie w elicie     = spadek do dywizji I grupy A
Wyniki
| 1 maja 2015 | Kanada | 6:1 | Łotwa | O2 Arena, Praga |

| Szczegóły      | Szczegóły | Szczegóły       | Szczegóły               | Szczegóły                                                                     |
| -------------- | --- | --------------- | ----------------------- | ----------------------------------------------------------------------------- |
| Godzina: 16:15 | N. MacKinnon (EQ) 09:57 J. Spezza (EQ) 13:04 M. Duchene (EQ) 14:11 T. Toffoli (EQ) 22:20 J. Spezza (EQ) 23:04 S. Crosby (PS) 59:37 | (3:0, 2:0, 1:1) | 52:06 (EQ) K. Daugaviņš | Widzów: 16013 Sędzia główny: Pavel Hodek Sędziowie liniowi: Marcus Vinnerborg |
| Godzina: 16:15 | 2 min. kar |                 | 6 min. kar              | Widzów: 16013 Sędzia główny: Pavel Hodek Sędziowie liniowi: Marcus Vinnerborg |

| 1 maja 2015 | Czechy | 5:6 pk. | Szwecja | O2 Arena, Praga |

| Szczegóły      | Szczegóły                                                                                                   | Szczegóły                 | Szczegóły | Szczegóły                                                                        |
| -------------- | --- | ------------------------- | --- | -------------------------------------------------------------------------------- |
| Godzina: 20:15 | J. Nakládal (PP) 13:28 T. Hertl (PP) 42:52 D. Simon (EQ) 51:34 R. Červenka (EQ) 52:31 M. Zaťovič (EQ) 56:53 | (1:2, 0:1, 4:2, 0:0, 0:1) | 03:23 (EQ) J. Lundqvist 07:30 (PP) S. Kronwall 34:34 (EQ) V. Rask 44:08 (EQ) J. Lindström 59:07 (PP, EA) M. Sjögren 65:00 (PS) O. Ekman Larsson | Widzów: 17383 Sędzia główny: Daniel Piechaczek Sędziowie liniowi: Aleksi Rantala |
| Godzina: 20:15 | 8 min. kar                                                                                                  |                           | 10 min. kar | Widzów: 17383 Sędzia główny: Daniel Piechaczek Sędziowie liniowi: Aleksi Rantala |

| 2 maja 2015 | Szwajcaria | 3:4 pk. | Austria | O2 Arena, Praga |

| Szczegóły      | Szczegóły                                                       | Szczegóły                 | Szczegóły                                                                              | Szczegóły                                                                     |
| -------------- | --------------------------------------------------------------- | ------------------------- | -------------------------------------------------------------------------------------- | ----------------------------------------------------------------------------- |
| Godzina: 12:15 | F. Du Bois (EQ) 01:14 A. Ambühl (SH) 25:54 M. Bieber (EQ) 51:01 | (1:0, 1:1, 1:2, 0:0, 0:1) | 22:12 (EQ) T. Raffl 43:33 (EQ) B. Lebler 59:10 (EQ, EA) M. Raffl 65:00 (PS) K. Komarek | Widzów: 13953 Sędzia główny: Jozef Kubuz Sędziowie liniowi: Daniel Piechaczek |
| Godzina: 12:15 | 4 min. kar                                                      |                           | 8 min. kar                                                                             | Widzów: 13953 Sędzia główny: Jozef Kubuz Sędziowie liniowi: Daniel Piechaczek |

| 2 maja 2015 | Francja | 1:2 | Niemcy | O2 Arena, Praga |

| Szczegóły      | Szczegóły            | Szczegóły       | Szczegóły                               | Szczegóły                                                                      |
| -------------- | -------------------- | --------------- | --------------------------------------- | ------------------------------------------------------------------------------ |
| Godzina: 16:15 | D. Fleury (EQ) 50:44 | (0:1, 0:0, 1:1) | 12:10 (EQ) M. Wolf 59:01 (PP) P. Reimer | Widzów: 14903 Sędzia główny: Roman Gofman Sędziowie liniowi: Marcus Vinnerborg |
| Godzina: 16:15 | 10 min. kar          |                 | 14 min. kar                             | Widzów: 14903 Sędzia główny: Roman Gofman Sędziowie liniowi: Marcus Vinnerborg |

| 2 maja 2015 | Łotwa | 2:4 | Czechy | O2 Arena, Praga |

| Szczegóły      | Szczegóły                                     | Szczegóły       | Szczegóły                                                                         | Szczegóły                                                                         |
| -------------- | --------------------------------------------- | --------------- | --------------------------------------------------------------------------------- | --------------------------------------------------------------------------------- |
| Godzina: 20:15 | K. Daugaviņš (PP) 13:13 M. Rēdlihs (EQ) 23:18 | (1:0, 1:3, 0:1) | 22:01 (EQ) M. Jordán 24:25 (PP) J. Kovář 32:44 (PP) J. Jágr 45:29 (PP) J. Voráček | Widzów: 17383 Sędzia główny: Konstantin Olenin Sędziowie liniowi: Daniel Stricker |
| Godzina: 20:15 | 35 min. kar                                   |                 | 8 min. kar                                                                        | Widzów: 17383 Sędzia główny: Konstantin Olenin Sędziowie liniowi: Daniel Stricker |

| 3 maja 2015 | Austria | 1:6 | Szwecja | O2 Arena, Praga |

| Szczegóły      | Szczegóły              | Szczegóły      | Szczegóły | Szczegóły                                                                    |
| -------------- | ---------------------- | -------------- | --- | ---------------------------------------------------------------------------- |
| Godzina: 12:15 | D. Heinrich (EQ) 53:17 | (0:3, 0:3,1:0) | 13:38 (EQ) F. Forsberg 18:37 (EQ) O. Klefbom 19:18 (EQ) A. Lander 28:22 (EQ) F. Forsberg 29:13 (EQ) E. Lindholm 31:14 (EQ) F. Forsberg | Widzów: 14051 Sędzia główny: Roman Gofman Sędziowie liniowi: Daniel Stricker |
| Godzina: 12:15 | 12 min. kar            |                | 18 min. kar | Widzów: 14051 Sędzia główny: Roman Gofman Sędziowie liniowi: Daniel Stricker |

| 3 maja 2015 | Kanada | 10:0 | Niemcy | O2 Arena, Praga |

| Szczegóły      | Szczegóły | Szczegóły       | Szczegóły  | Szczegóły                                                                     |
| -------------- | --- | --------------- | ---------- | ----------------------------------------------------------------------------- |
| Godzina: 16:15 | S. Crosby (EQ) 08:02 T. Hall (EQ) 08:25 C. Eakin (EQ) 16:58 C. Eakin (EQ) 19:49 T. Hall (EQ) 22:10 A. Ekblad (EQ) 24:29 C. Giroux (EQ) 27:34 T. Ennis (EQ) 35:16 T. Hall (EQ) 39:37 M. Duchene (PS) 42:03 | (4:0, 5:0, 1:0) |            | Widzów: 15046 Sędzia główny: Jozef Kubus Sędziowie liniowi: Konstantin Olenin |
| Godzina: 16:15 | 6 min. kar |                 | 2 min. kar | Widzów: 15046 Sędzia główny: Jozef Kubus Sędziowie liniowi: Konstantin Olenin |

| 3 maja 2015 | Francja | 1:3 | Szwajcaria | O2 Arena, Praga |

| Szczegóły      | Szczegóły          | Szczegóły       | Szczegóły                                                           | Szczegóły                                                                 |
| -------------- | ------------------ | --------------- | ------------------------------------------------------------------- | ------------------------------------------------------------------------- |
| Godzina: 20:15 | D. Raux (EQ) 48:31 | (0:1, 0:1, 1:1) | 15:36 (PP) D. Hollenstein 21:24 (EQ) R. Josi 59:06 (EQ, EN) R. Suri | Widzów: 8780 Sędzia główny: Pavel Hodek Sędziowie liniowi: Aleksi Rantala |
| Godzina: 20:15 | 63 min. kar        |                 | 12 min. kar                                                         | Widzów: 8780 Sędzia główny: Pavel Hodek Sędziowie liniowi: Aleksi Rantala |

| 4 maja 2015 | Łotwa | 1:8 | Szwecja | O2 Arena, Praga |

| Szczegóły      | Szczegóły             | Szczegóły       | Szczegóły | Szczegóły                                                                  |
| -------------- | --------------------- | --------------- | --- | -------------------------------------------------------------------------- |
| Godzina: 16:15 | L. Dārziņš (PP) 32:53 | (0:1, 1:3, 0:4) | 17:37 (PP) L. Eriksson 30:05 (PP) L. Eriksson 33:03 (PS) F. Forsberg 39:46 (EQ) L. Eriksson 44:43 (PP) O. Möller 49:32 (EQ) J. Josefson 57:04 (EQ) J. Lundqvist 59:51 (EQ) V. Rask | Widzów: 15315 Sędzia główny: Pavel Hodek Sędziowie liniowi: Aleski Rantala |
| Godzina: 16:15 | 10 min. kar           |                 | 10 min. kar | Widzów: 15315 Sędzia główny: Pavel Hodek Sędziowie liniowi: Aleski Rantala |

| 4 maja 2015 | Kanada | 6:3 | Czechy | O2 Arena, Praga |

| Szczegóły      | Szczegóły | Szczegóły       | Szczegóły                                                      | Szczegóły                                                                    |
| -------------- | --- | --------------- | -------------------------------------------------------------- | ---------------------------------------------------------------------------- |
| Godzina: 20:15 | J. Eberle (EQ) 04:18 T. Hall (EQ) 19:01 S. Couturier (EQ) 37:40 T. Seguin (PP) 42:02 S. Crosby (PP) 50:07 T. Toffoli (EQ, EN) 58:31 | (2:1, 1:1, 3:1) | 19:22 (EQ) M. Erat 35:45 (EQ) M. Zaťovič 57:36 (EQ) V. Sobotka | Widzów: 17383 Sędzia główny: Wiaczesław Bułanow Sędziowie liniowi: Jyri Ronn |
| Godzina: 20:15 | 10 min. kar |                 | 14 min. kar                                                    | Widzów: 17383 Sędzia główny: Wiaczesław Bułanow Sędziowie liniowi: Jyri Ronn |

| 5 maja 2015 | Szwajcaria | 1:0 | Niemcy | O2 Arena, Praga |

| Szczegóły      | Szczegóły                 | Szczegóły       | Szczegóły   | Szczegóły                                                                      |
| -------------- | ------------------------- | --------------- | ----------- | ------------------------------------------------------------------------------ |
| Godzina: 16:15 | D. Hollenstein (EQ) 52:16 | (0:0, 0:0, 1:0) |             | Widzów: 10253 Sędzia główny: Mikael Nord Sędziowie liniowi: Wiaczesław Bułanow |
| Godzina: 16:15 | 6 min. kar                |                 | 12 min. kar | Widzów: 10253 Sędzia główny: Mikael Nord Sędziowie liniowi: Wiaczesław Bułanow |

| 5 maja 2015 | Austria | 0:2 | Francja | O2 Arena, Praga |

| Szczegóły      | Szczegóły  | Szczegóły       | Szczegóły                                  | Szczegóły                                                                      |
| -------------- | ---------- | --------------- | ------------------------------------------ | ------------------------------------------------------------------------------ |
| Godzina: 20:15 |            | (0:0, 0:0, 0:2) | 46:13 (PP) D. Fleury 59:02 (EN) L. Meunier | Widzów: 15046 Sędzia główny: Tobias Wehrli Sędziowie liniowi: Vladimír Šindler |
| Godzina: 20:15 | 6 min. kar |                 | 2 min. kar                                 | Widzów: 15046 Sędzia główny: Tobias Wehrli Sędziowie liniowi: Vladimír Šindler |

| 6 maja 2015 | Szwajcaria | 1:2 pd. | Łotwa | O2 Arena, Praga |

| Szczegóły      | Szczegóły            | Szczegóły            | Szczegóły                                     | Szczegóły                                                                         |
| -------------- | -------------------- | -------------------- | --------------------------------------------- | --------------------------------------------------------------------------------- |
| Godzina: 16:15 | M. Bieber (EQ) 58:09 | (0:0, 0:1, 1:0, 0:1) | 24:19 (EQ) A. Džeriņš 62:19 (EQ) K. Daugaviņš | Widzów: 10856 Sędzia główny: Maksim Sidorenko Sędziowie liniowi: Vladimír Šindler |
| Godzina: 16:15 | 6 min. kar           |                      | 10 min. kar                                   | Widzów: 10856 Sędzia główny: Maksim Sidorenko Sędziowie liniowi: Vladimír Šindler |

| 6 maja 2015 | Szwecja | 4:6 | Kanada | O2 Arena, Praga |

| Szczegóły      | Szczegóły                                                                           | Szczegóły       | Szczegóły | Szczegóły                                                              |
| -------------- | ----------------------------------------------------------------------------------- | --------------- | --- | ---------------------------------------------------------------------- |
| Godzina: 20:15 | A. Lander (EQ) 05:06 V. Rask (EQ) 17:21 F. Forsberg (EQ) 17:49 O. Möller (EQ) 35:19 | (3:0, 1:3, 0:3) | 26:43 (EQ) A. Ekblad 31:27 (PS) T. Hall 34:23 (EQ) S. Couturier 50:24 (EQ) P. Wiercioch 53:31 (PP) T. Ennis 58:10 (EQ) (ENG) T. Seguin | Widzów: 16695 Sędzia główny: Tobias Wehri Sędziowie liniowi: Jyri Ronn |
| Godzina: 20:15 | 4 min. kar                                                                          |                 | 4 min. kar | Widzów: 16695 Sędzia główny: Tobias Wehri Sędziowie liniowi: Jyri Ronn |

| 7 maja 2015 | Czechy | 5:1 | Francja | O2 Arena, Praga |

| Szczegóły      | Szczegóły                                                                                               | Szczegóły       | Szczegóły                   | Szczegóły                                                                  |
| -------------- | --- | --------------- | --------------------------- | -------------------------------------------------------------------------- |
| Godzina: 16:15 | O. Němec (EQ) 21:10 V. Sobotka (EQ) 26:58 J. Jágr (EQ) 44:25 O. Němec (EQ) 48:28 R. Červenka (PP) 54:49 | (0:0, 2:1, 3:0) | 28:41 (EQ) K. Hecquefeuille | Widzów: 17110 Sędzia główny: Mikael Nord Sędziowie liniowi: Aleksi Rantala |
| Godzina: 16:15 | 4 min. kar                                                                                              |                 | 10 min. kar                 | Widzów: 17110 Sędzia główny: Mikael Nord Sędziowie liniowi: Aleksi Rantala |

| 7 maja 2015 | Szwecja | 4:3 | Niemcy | O2 Arena, Praga |

| Szczegóły      | Szczegóły                                                                                 | Szczegóły       | Szczegóły                                                     | Szczegóły                                                                    |
| -------------- | ----------------------------------------------------------------------------------------- | --------------- | ------------------------------------------------------------- | ---------------------------------------------------------------------------- |
| Godzina: 20:15 | O. Möller (EQ) 11:19 J. Lindström (EQ) 12:44 J. Klingberg (EQ) 42:56 O. Möller (EQ) 48:40 | (2:1, 0:1, 2:1) | 15:48 (PP) M. Kink 29:30 (EQ) N. Cramer 54:39 (EQ) M. Plachta | Widzów: 16137 Sędzia główny: Pavel Hodek Sędziowie liniowi: Maksim Sidorenko |
| Godzina: 20:15 | 6 min. kar                                                                                |                 | 29 min. kar                                                   | Widzów: 16137 Sędzia główny: Pavel Hodek Sędziowie liniowi: Maksim Sidorenko |

| 8 maja 2015 | Czechy | 4:0 | Austria | O2 Arena, Praga |

| Szczegóły      | Szczegóły                                                                             | Szczegóły       | Szczegóły   | Szczegóły                                                                    |
| -------------- | ------------------------------------------------------------------------------------- | --------------- | ----------- | ---------------------------------------------------------------------------- |
| Godzina: 16:15 | O. Němec (EQ) 31:09 M. Zaťovič (EQ) 38:04 V. Sobotka (EQ) 39:08 J. Voráček (EQ) 40:07 | (0:0, 3:0, 1:0) |             | Widzów: 17383 Sędzia główny: Wiaczesław Bułanow Sędziowie liniowi: Jyri Ronn |
| Godzina: 16:15 | 4 min. kar                                                                            |                 | 10 min. kar | Widzów: 17383 Sędzia główny: Wiaczesław Bułanow Sędziowie liniowi: Jyri Ronn |

| 8 maja 2015 | Niemcy | 2:1 | Łotwa | O2 Arena, Praga |

| Szczegóły      | Szczegóły                                | Szczegóły       | Szczegóły             | Szczegóły                                                                 |
| -------------- | ---------------------------------------- | --------------- | --------------------- | ------------------------------------------------------------------------- |
| Godzina: 20:15 | M. Wolf (EQ) 46:46 M. Plachta (EQ) 57:35 | (0:1, 0:0, 2:0) | 11:05 (PP) L. Dārziņš | Widzów: 15494 Sędzia główny: Mikael Nord Sędziowie liniowi: Tobias Wehrli |
| Godzina: 20:15 | 10 min. kar                              |                 | 27 min. kar           | Widzów: 15494 Sędzia główny: Mikael Nord Sędziowie liniowi: Tobias Wehrli |

| 9 maja 2015 | Francja | 3:4 | Kanada | O2 Arena, Praga |

| Szczegóły      | Szczegóły                                                           | Szczegóły       | Szczegóły                                                                           | Szczegóły                                                                      |
| -------------- | ------------------------------------------------------------------- | --------------- | ----------------------------------------------------------------------------------- | ------------------------------------------------------------------------------ |
| Godzina: 12:15 | J. Desrosiers (EQ) 16:31 Y. Treille (PP) 46:21 D. Fleury (EQ) 46:56 | (1:2, 0:1, 2:1) | 11:26 (PP) T. Seguin 12:32 (EQ) J. Eberle 37:02 (PP) T. Seguin 49:18 (EQ) J. Eberle | Widzów: 15300 Sędzia główny: Tobias Wehrli Sędziowie liniowi: Vladimír Šindler |
| Godzina: 12:15 | 12 min. kar                                                         |                 | 8 min. kar                                                                          | Widzów: 15300 Sędzia główny: Tobias Wehrli Sędziowie liniowi: Vladimír Šindler |

| 9 maja 2015 | Austria | 1:2 pd. | Łotwa | O2 Arena, Praga |

| Szczegóły      | Szczegóły            | Szczegóły            | Szczegóły                                     | Szczegóły                                                                  |
| -------------- | -------------------- | -------------------- | --------------------------------------------- | -------------------------------------------------------------------------- |
| Godzina: 16:15 | B. Lebler (EQ) 16:07 | (1:0, 0:1, 0:0, 0:1) | 32:15 (EQ) L. Dārziņš 60:33 (EQ) K. Daugaviņš | Widzów: 12375 Sędzia główny: Timothy Mayer Sędziowie liniowi: Tobias Bjork |
| Godzina: 16:15 | 2 min. kar           |                      | 16 min. kar                                   | Widzów: 12375 Sędzia główny: Timothy Mayer Sędziowie liniowi: Tobias Bjork |

| 9 maja 2015 | Szwecja | 2:1 pd. | Szwajcaria | O2 Arena, Praga |

| Szczegóły      | Szczegóły                                     | Szczegóły            | Szczegóły               | Szczegóły                                                                           |
| -------------- | --------------------------------------------- | -------------------- | ----------------------- | ----------------------------------------------------------------------------------- |
| Godzina: 20:15 | E. Lindholm (EQ) 07:17 F. Forsberg (PP) 63:49 | (1:0, 0:0, 0:1, 1:0) | 40:34 (EQ) S. Bodenmann | Widzów: 15201 Sędzia główny: Maksim Sidorenko Sędziowie liniowi: Wiaczesław Bułanow |
| Godzina: 20:15 | 10 min. kar                                   |                      | 8 min. kar              | Widzów: 15201 Sędzia główny: Maksim Sidorenko Sędziowie liniowi: Wiaczesław Bułanow |

| 10 maja 2015 | Niemcy | 2:4 | Czechy | O2 Arena, Praga |

| Szczegóły      | Szczegóły                               | Szczegóły       | Szczegóły                                                                           | Szczegóły                                                                |
| -------------- | --------------------------------------- | --------------- | ----------------------------------------------------------------------------------- | ------------------------------------------------------------------------ |
| Godzina: 16:15 | D. Pietta (EQ) 07:13 M. Wolf (EQ) 23:50 | (1:1, 2:1, 0:1) | 13:39 (EQ) M. Vondrka 25:58 (EQ) P. Koukal 27:36 (PP) J. Voráček 55:58 (EQ) J. Jágr | Widzów: 17383 Sędzia główny: Mikael Nord Sędziowie liniowi: Tobias Bjork |
| Godzina: 16:15 | 6 min. kar                              |                 | 6 min. kar                                                                          | Widzów: 17383 Sędzia główny: Mikael Nord Sędziowie liniowi: Tobias Bjork |

| 10 maja 2015 | Szwajcaria | 2:7 | Kanada | O2 Arena, Praga |

| Szczegóły      | Szczegóły                                     | Szczegóły       | Szczegóły | Szczegóły                                                               |
| -------------- | --------------------------------------------- | --------------- | --- | ----------------------------------------------------------------------- |
| Godzina: 20:15 | M. Trachlser (EQ) 06:21 D. Brunner (EQ) 42:17 | (1:2, 0:3, 1:2) | 00:53 (EQ) T. Seguin 19:42 (EQ) N. MacKinnon 27:59 (EQ) A. Ekblad 39:00 (PP) J. Eberle 40:00 (EQ) C. Eakin 52:27 (EQ) S. Couturier 57:08 (PP) C. Giroux | Widzów: 17003 Sędzia główny: Timothy Mayer Sędziowie liniowi: Jyri Ronn |
| Godzina: 20:15 | 16 min. kar                                   |                 | 12 min. kar | Widzów: 17003 Sędzia główny: Timothy Mayer Sędziowie liniowi: Jyri Ronn |

| 11 maja 2015 | Niemcy | 2:3 pk. | Austria | O2 Arena, Praga |

| Szczegóły      | Szczegóły                               | Szczegóły                 | Szczegóły                                                       | Szczegóły                                                                             |
| -------------- | --------------------------------------- | ------------------------- | --------------------------------------------------------------- | ------------------------------------------------------------------------------------- |
| Godzina: 16:15 | M. Wolf (EQ) 44:14 P. Reimer (EQ) 58:00 | (0:0, 0:1, 2:1, 0:0, 0:1) | 34:33 (EQ) T. Raffl 54:22 (EQ) R. Rotter 65:00 (PS) D. Heinrich | Widzów: 11302 Sędzia główny: Wiaczesław Burkanow Sędziowie liniowi: Konstantin Olenin |
| Godzina: 16:15 | 6 min. kar                              |                           | 6 min. kar                                                      | Widzów: 11302 Sędzia główny: Wiaczesław Burkanow Sędziowie liniowi: Konstantin Olenin |

| 11 maja 2015 | Szwecja | 4:2 | Francja | O2 Arena, Praga |

| Szczegóły      | Szczegóły                                                                                        | Szczegóły       | Szczegóły                                 | Szczegóły                                                                    |
| -------------- | ------------------------------------------------------------------------------------------------ | --------------- | ----------------------------------------- | ---------------------------------------------------------------------------- |
| Godzina: 20:15 | J. Josefson (EQ) 11:00 F. Forsberg (PP) 34:52 F. Forsberg (EQ) 40:52 O. Ekman Larsson (EQ) 43:27 | (1:0, 1:2, 2:0) | 20:34 (EQ) D. Fleury 22:52 (EQ) D. Fleury | Widzów: 12490 Sędzia główny: Maksim Sidorenko Sędziowie liniowi: Jozef Kubus |
| Godzina: 20:15 | 10 min. kar                                                                                      |                 | 16 min. kar                               | Widzów: 12490 Sędzia główny: Maksim Sidorenko Sędziowie liniowi: Jozef Kubus |

| 12 maja 2015 | Kanada | 10:1 | Austria | O2 Arena, Praga |

| Szczegóły      | Szczegóły | Szczegóły       | Szczegóły              | Szczegóły                                                                     |
| -------------- | --- | --------------- | ---------------------- | ----------------------------------------------------------------------------- |
| Godzina: 12:15 | T. Barrie (EQ) 06:04 M. Duchene (EQ) 09:09 T. Hall (EQ) 11:17 A. Ekblad (EQ) 14:10 J. Spezza (EQ) 21:58 J. Eberle (EQ) 35:52 N. MacKinnon (EQ) 42:53 J. Spezza (EQ) 43:05 B. Schenn (EQ) 46:09 M. Duchene (EQ) 54:43 | (4:0, 2:0, 4:1) | 42:44 (EQ) D. Heinrich | Widzów: 16031 Sędzia główny: Maksim Sidorenko Sędziowie liniowi: Roman Gofman |
| Godzina: 12:15 | 0 min. kar |                 | 4 min. kar             | Widzów: 16031 Sędzia główny: Maksim Sidorenko Sędziowie liniowi: Roman Gofman |

| 12 maja 2015 | Łotwa | 2:3 pk. | Francja | O2 Arena, Praga |

| Szczegóły      | Szczegóły                                     | Szczegóły                 | Szczegóły                                                           | Szczegóły                                                               |
| -------------- | --------------------------------------------- | ------------------------- | ------------------------------------------------------------------- | ----------------------------------------------------------------------- |
| Godzina: 16:15 | K. Daugaviņš (PP) 11:25 G. Galviņš (PP) 22:48 | (1:0, 1:0, 0:2, 0:0, 0:1) | 48:21 (EQ) S. Da Costa 55:20 (EQ) S. Treille 65:00 (PS) S. Da Costa | Widzów: 15167 Sędzia główny: Timothy Mayer Sędziowie liniowi: Jyri Ronn |
| Godzina: 16:15 | 6 min. kar                                    |                           | 6 min. kar                                                          | Widzów: 15167 Sędzia główny: Timothy Mayer Sędziowie liniowi: Jyri Ronn |

| 12 maja 2015 | Czechy | 2:1 pk. | Szwajcaria | O2 Arena, Praga |

| Szczegóły      | Szczegóły                                   | Szczegóły                 | Szczegóły            | Szczegóły                                                                     |
| -------------- | ------------------------------------------- | ------------------------- | -------------------- | ----------------------------------------------------------------------------- |
| Godzina: 20:15 | M. Zaťovič (EQ) 50:44 M. Vondrka (PS) 65:00 | (0:1, 0:0, 1:0, 0:0, 1:0) | 16:56 (PP2) K. Fiala | Widzów: 17383 Sędzia główny: Jozef Kubuz Sędziowie liniowi: Konstantin Olenin |
| Godzina: 20:15 | 12 min. kar                                 |                           | 12 min. kar          | Widzów: 17383 Sędzia główny: Jozef Kubuz Sędziowie liniowi: Konstantin Olenin |

### Grupa B
Tabela
| Lp. | Zespół            | M | Z | Zd | Pd | P | G+ | G- | +/− | Pkt |
| --- | ----------------- | - | - | -- | -- | - | -- | -- | --- | --- |
| 1   | Stany Zjednoczone | 7 | 5 | 1  | 0  | 1 | 22 | 14 | +8  | 17  |
| 2   | Finlandia         | 7 | 5 | 1  | 0  | 1 | 22 | 9  | +13 | 17  |
| 3   | Rosja             | 7 | 4 | 1  | 0  | 2 | 30 | 16 | +14 | 14  |
| 4   | Białoruś          | 7 | 4 | 0  | 2  | 1 | 20 | 19 | +1  | 14  |
| 5   | Słowacja          | 7 | 1 | 2  | 2  | 2 | 17 | 19 | -2  | 10  |
| 6   | Norwegia          | 7 | 2 | 0  | 0  | 5 | 12 | 23 | -11 | 6   |
| 7   | Dania             | 7 | 1 | 0  | 1  | 5 | 10 | 20 | -10 | 4   |
| 8   | Słowenia          | 7 | 1 | 0  | 0  | 6 | 9  | 22 | -13 | 3   |

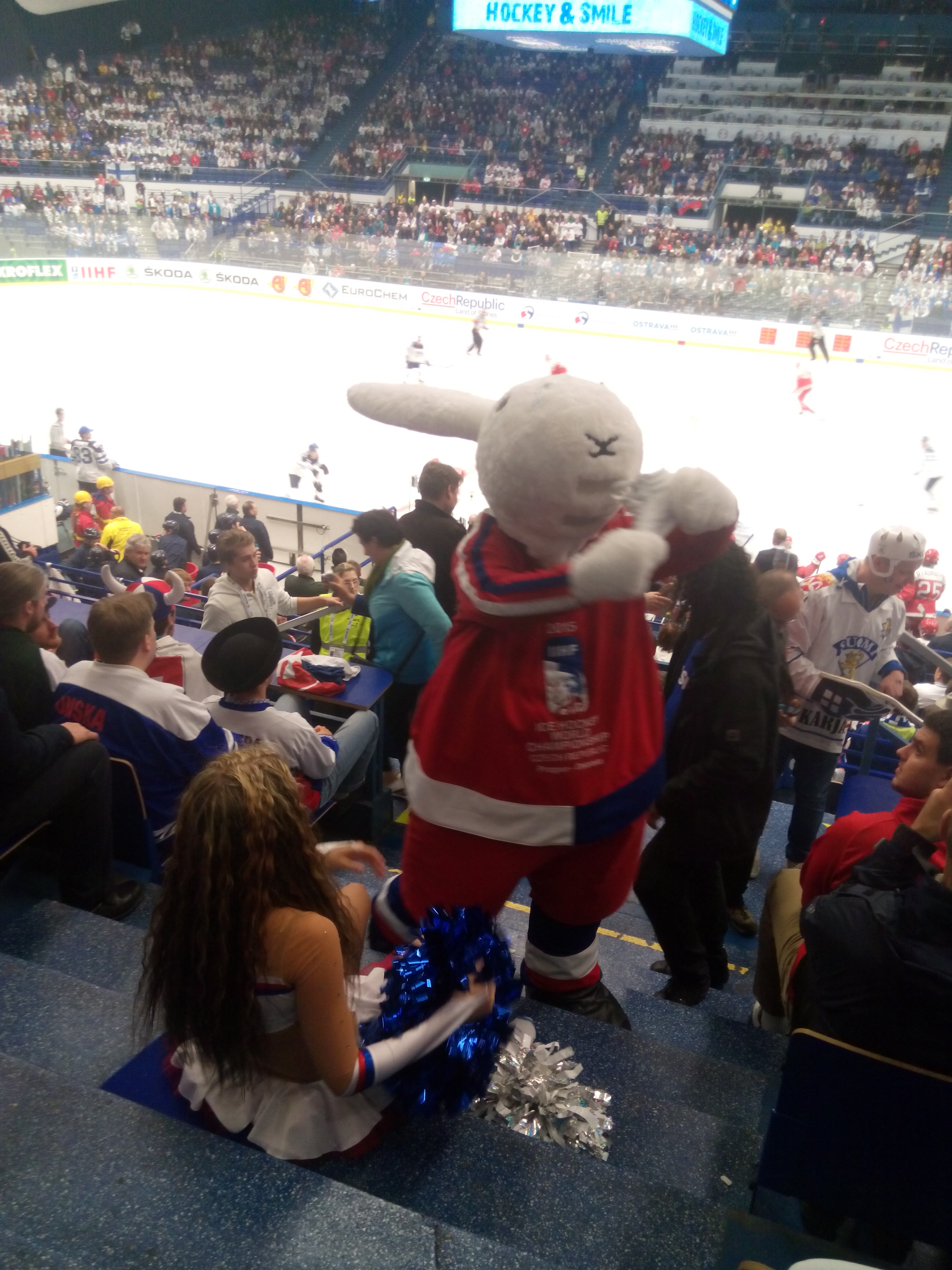
Jedna z maskotek mistrzostw podczas meczu Finlandia–Dania

    = awans do ćwierćfinałów     = utrzymanie w elicie     = spadek do dywizji I grupy A
| 1 maja 2015 | Stany Zjednoczone | 5:1 | Finlandia | ČEZ Aréna, Ostrawa |

| Szczegóły      | Szczegóły | Szczegóły       | Szczegóły               | Szczegóły                                                                      |
| -------------- | --- | --------------- | ----------------------- | ------------------------------------------------------------------------------ |
| Godzina: 16:15 | S. Moses (EQ) 19:37 M. Hendricks (EQ) 31:57 D. Sexton (EQ) 34:47 N. Bonino (EQ) 46:19 M. Hendricks (EQ) 57:22 | (1:0, 2:1, 2:0) | 25:40 (EQ) J. Jokipakka | Widzów: 8812 Sędzia główny: Tobias Bjork Sędziowie liniowi: Wiaczesław Bułanow |
| Godzina: 16:15 | 8 min. kar |                 | 4 min. kar              | Widzów: 8812 Sędzia główny: Tobias Bjork Sędziowie liniowi: Wiaczesław Bułanow |

| 1 maja 2015 | Rosja | 6:2 | Norwegia | ČEZ Aréna, Ostrawa |

| Szczegóły      | Szczegóły | Szczegóły       | Szczegóły                                     | Szczegóły                                                              |
| -------------- | --- | --------------- | --------------------------------------------- | ---------------------------------------------------------------------- |
| Godzina: 20:15 | W. Szypaczow (PP) 02:51 A. Anisimow (EQ) 03:10 D. Zaripow (EQ) 15:14 W. Tichonow (EQ) 16:53 M. Czudinow (EQ) 29:08 A. Panarin (EQ) 34:10 | (4:0, 2:2, 0:0) | 20:25 (EQ) P. Thoresen 26:50 (EQ) P. Thoresen | Widzów: 6314 Sędzia główny: Timothy Mayer Sędziowie liniowi: Jyri Ronn |
| Godzina: 20:15 | 8 min. kar |                 | 10 min. kar                                   | Widzów: 6314 Sędzia główny: Timothy Mayer Sędziowie liniowi: Jyri Ronn |

| 2 maja 2015 | Słowacja | 4:3 pk. | Dania | ČEZ Aréna, Ostrawa |

| Szczegóły      | Szczegóły                                                                            | Szczegóły                 | Szczegóły                                                           | Szczegóły                                                                   |
| -------------- | ------------------------------------------------------------------------------------ | ------------------------- | ------------------------------------------------------------------- | --------------------------------------------------------------------------- |
| Godzina: 11:15 | M. Sersen (PP) 48:08 M. Viedenský (EQ) 49:26 D. Graňák (EQ) 51:11 M. Daňo (PS) 65:00 | (0:0, 0:1, 3:2, 0:0, 1:0) | 25:05 (PP) P. Bjorkstrand 49:57 (EQ) N. Hardt 57:46 (EQ) D. Nielsen | Widzów: 8812 Sędzia główny: Wiaczesław Bułanow Sędziowie liniowi: Jyri Ronn |
| Godzina: 11:15 | 6 min. kar                                                                           |                           | 10 min. kar                                                         | Widzów: 8812 Sędzia główny: Wiaczesław Bułanow Sędziowie liniowi: Jyri Ronn |

| 2 maja 2015 | Białoruś | 4:2 | Słowenia | ČEZ Aréna, Ostrawa |

| Szczegóły      | Szczegóły                                                                                 | Szczegóły       | Szczegóły                                | Szczegóły                                                                |
| -------------- | ----------------------------------------------------------------------------------------- | --------------- | ---------------------------------------- | ------------------------------------------------------------------------ |
| Godzina: 16:15 | A. Staś (EQ) 10:08 A. Kascicyn (EQ) 12:16 A. Kalużny (EQ) 23:51 A. Kitarau (EQ, EN) 59:41 | (2:1, 1:0, 1:1) | 10:42 (EQ) Ž. Jeglič 51:47 (EQ) Ž. Pance | Widzów: 5995 Sędzia główny: Mikael Nord Sędziowie liniowi: Tobias Wehrli |
| Godzina: 16:15 | 4 min. kar                                                                                |                 | 4 min. kar                               | Widzów: 5995 Sędzia główny: Mikael Nord Sędziowie liniowi: Tobias Wehrli |

| 2 maja 2015 | Norwegia | 1:2 | Stany Zjednoczone | ČEZ Aréna, Ostrawa |

| Szczegóły      | Szczegóły         | Szczegóły       | Szczegóły                                | Szczegóły                                                                        |
| -------------- | ----------------- | --------------- | ---------------------------------------- | -------------------------------------------------------------------------------- |
| Godzina: 20:15 | M. Ask (EQ) 06:39 | (1:1, 0:1, 0:0) | 12:14 (EQ) T. Lewis 25:58 (EQ) B. Nelson | Widzów: 6301 Sędzia główny: Maksim Sidorenko Sędziowie liniowi: Vladimír Šindler |
| Godzina: 20:15 | 12 min. kar       |                 | 20 min. kar                              | Widzów: 6301 Sędzia główny: Maksim Sidorenko Sędziowie liniowi: Vladimír Šindler |

| 3 maja 2015 | Rosja | 5:3 | Słowenia | ČEZ Aréna, Ostrawa |

| Szczegóły      | Szczegóły | Szczegóły       | Szczegóły                                                       | Szczegóły                                                                    |
| -------------- | --- | --------------- | --------------------------------------------------------------- | ---------------------------------------------------------------------------- |
| Godzina: 12:15 | I. Kowalczuk (EQ) 04:03 N. Kulomin (EQ) 04:39 J. Dadonow (PP) 18:56 W. Szypaczow (EQ) 29:27 J. Dadonow (EQ) 45:45 | (3:0, 1:2, 1:1) | 23:14 (EQ) A. Kopitar 34:30 (EQ) Ž. Pance 54:46 (EQ) R. Sabolič | Widzów: 7557 Sędzia główny: Tobias Bjork Sędziowie liniowi: Maksim Sidorenko |
| Godzina: 12:15 | 4 min. kar |                 | 4 min. kar                                                      | Widzów: 7557 Sędzia główny: Tobias Bjork Sędziowie liniowi: Maksim Sidorenko |

| 3 maja 2015 | Białoruś | 1:2 pd. | Słowacja | ČEZ Aréna, Ostrawa |

| Szczegóły      | Szczegóły              | Szczegóły            | Szczegóły                                     | Szczegóły                                                                     |
| -------------- | ---------------------- | -------------------- | --------------------------------------------- | ----------------------------------------------------------------------------- |
| Godzina: 16:15 | S. Kascicin (EQ) 51:27 | (0:0, 0:0, 1:1, 0:1) | 52:31 (EQ) A. Meszároš 61:55 (EQ) A. Meszároš | Widzów: 8812 Sędzia główny: Timothy Mayer Sędziowie liniowi: Vladimír Šindler |
| Godzina: 16:15 | 8 min. kar             |                      | 10 min. kar                                   | Widzów: 8812 Sędzia główny: Timothy Mayer Sędziowie liniowi: Vladimír Šindler |

| 3 maja 2015 | Dania | 0:3 | Finlandia | ČEZ Aréna, Ostrawa |

| Szczegóły      | Szczegóły  | Szczegóły       | Szczegóły                                                        | Szczegóły                                                               |
| -------------- | ---------- | --------------- | ---------------------------------------------------------------- | ----------------------------------------------------------------------- |
| Godzina: 20:15 |            | (0:0, 0:3, 0:0) | 27:47 (EQ) J. Jokinen 28:58 (EQ) J. Pesonen 35:56 (EQ) A. Barkov | Widzów: 8353 Sędzia główny: Mikel Nord Sędziowie liniowi: Tobias Wehrli |
| Godzina: 20:15 | 8 min. kar |                 | 2 min. kar                                                       | Widzów: 8353 Sędzia główny: Mikel Nord Sędziowie liniowi: Tobias Wehrli |

| 4 maja 2015 | Rosja | 2:4 | Stany Zjednoczone | ČEZ Aréna, Ostrawa |

| Szczegóły      | Szczegóły                                    | Szczegóły       | Szczegóły                                                                               | Szczegóły                                                                          |
| -------------- | -------------------------------------------- | --------------- | --------------------------------------------------------------------------------------- | ---------------------------------------------------------------------------------- |
| Godzina: 16:15 | A. Biełow (EQ) 23:40 S. Płotnikow (EQ) 56:19 | (0:1, 1:1, 1:2) | 06:22 (EQ) T. Lewis 26:22 (PP) T. Krug 51:52 (EQ) M. Arcobello 59:51 (EQ, EN) B. Nelson | Widzów: 8812 Sędzia główny: Marcus Vinnerborg Sędziowie liniowi: Daniel Piechaczek |
| Godzina: 16:15 | 6 min. kar                                   |                 | 6 min. kar                                                                              | Widzów: 8812 Sędzia główny: Marcus Vinnerborg Sędziowie liniowi: Daniel Piechaczek |

| 4 maja 2015 | Norwegia | 0:5 | Finlandia | ČEZ Aréna, Ostrawa |

| Szczegóły      | Szczegóły   | Szczegóły       | Szczegóły | Szczegóły                                                                 |
| -------------- | ----------- | --------------- | --- | ------------------------------------------------------------------------- |
| Godzina: 20:15 |             | (0:1, 0:2, 0:2) | 05:05 (PP) E. Lindell 28:39 (PP2) J. Kemppainen 30:21 (PP2) J. Kemppainen 51:51 (EQ) J. Jokipakka 52:11 (EQ) J. Jokinen | Widzów: 6634 Sędzia główny: Timothy Mayer Sędziowie liniowi: Tobias Bjork |
| Godzina: 20:15 | 10 min. kar |                 | 12 min. kar | Widzów: 6634 Sędzia główny: Timothy Mayer Sędziowie liniowi: Tobias Bjork |

| 5 maja 2015 | Dania | 1:5 | Białoruś | ČEZ Aréna, Ostrawa |

| Szczegóły      | Szczegóły              | Szczegóły       | Szczegóły | Szczegóły                                                                  |
| -------------- | ---------------------- | --------------- | --- | -------------------------------------------------------------------------- |
| Godzina: 16:15 | J. Jakobsen (EQ) 13:38 | (1:0, 0:3, 0:2) | 20:44 (EQ) A. Haurus 27:27 (EQ) J. Kowyrszyn 29:35 (EQ) I. Szynkiewicz 45:36 (EQ) J. Kowyrszyn 54:44 (EQ) I. Usienka | Widzów: 4796 Sędzia główny: Daniel Stricker Sędziowie liniowi: Jozef Kubus |
| Godzina: 16:15 | 18 min. kar            |                 | 8 min. kar | Widzów: 4796 Sędzia główny: Daniel Stricker Sędziowie liniowi: Jozef Kubus |

| 5 maja 2015 | Słowacja | 3:1 | Słowenia | ČEZ Aréna, Ostrawa |

| Szczegóły      | Szczegóły                                                       | Szczegóły       | Szczegóły           | Szczegóły                                                                     |
| -------------- | --------------------------------------------------------------- | --------------- | ------------------- | ----------------------------------------------------------------------------- |
| Godzina: 20:15 | A. Meszároš (PP) 47:57 Gáborík (EQ) 54:16 M. Gáborík (EN) 59:59 | (0:1, 0:0, 3:0) | 06:20 (PP) J. Urbas | Widzów: 8812 Sędzia główny: Konstantin Olenin Sędziowie liniowi: Roman Gofman |
| Godzina: 20:15 | 6 min. kar                                                      |                 | 12 min. kar         | Widzów: 8812 Sędzia główny: Konstantin Olenin Sędziowie liniowi: Roman Gofman |

| 6 maja 2015 | Rosja | 5:2 | Dania | ČEZ Aréna, Ostrawa |

| Szczegóły      | Szczegóły | Szczegóły       | Szczegóły                                  | Szczegóły                                                                 |
| -------------- | --- | --------------- | ------------------------------------------ | ------------------------------------------------------------------------- |
| Godzina: 16:15 | A. Panarin (PP) 10:53 S. Moziakin (EQ) 13:17 J. Dadonow (PP) 38:45 S. Moziakin (EQ) 57:03 W. Tarasienko (EQ) 57:51 | (2:0, 1:1, 2:1) | 29:35 (EQ) M. Green 49:36 (PP) T. Spelling | Widzów: 7682 Sędzia główny: Timothy Mayer Sędziowie liniowi: Tobias Bjork |
| Godzina: 16:15 | 12 min. kar |                 | 10 min. kar                                | Widzów: 7682 Sędzia główny: Timothy Mayer Sędziowie liniowi: Tobias Bjork |

| 6 maja 2015 | Słowacja | 2:3 | Norwegia | ČEZ Aréna, Ostrawa |

| Szczegóły      | Szczegóły                                 | Szczegóły       | Szczegóły                                                                 | Szczegóły                                                                        |
| -------------- | ----------------------------------------- | --------------- | ------------------------------------------------------------------------- | -------------------------------------------------------------------------------- |
| Godzina: 20:15 | T. Surový (PP) 18:03 M. Ďaloga (EQ) 21:29 | (1:0, 1:2, 0:1) | 25:40 (PP) M. Nørstebø 35:30 (EQ) M. Rosseli Olsen 41:56 (PP) M. Nørstebø | Widzów: 8812 Sędzia główny: Daniel Stricker Sędziowie liniowi: Marcus Vinnerborg |
| Godzina: 20:15 | 45 min. kar                               |                 | 10 min. kar                                                               | Widzów: 8812 Sędzia główny: Daniel Stricker Sędziowie liniowi: Marcus Vinnerborg |

| 7 maja 2015 | Stany Zjednoczone | 2:5 | Białoruś | ČEZ Aréna, Ostrawa |

| Szczegóły      | Szczegóły                               | Szczegóły       | Szczegóły                                                                                                   | Szczegóły                                                                     |
| -------------- | --------------------------------------- | --------------- | --- | ----------------------------------------------------------------------------- |
| Godzina: 16:15 | B. Nelson (EQ) 37:21 T. Krug (PP) 45:35 | (0:0, 1:3, 1:2) | 31:11 (EQ) A. Haurus 33:01 (EQ) A. Wołkau 36:06 (EQ) A. Kitarau 41:15 (PP) A. Kałużny 48:23 (EQ) A. Kałużny | Widzów: 6648 Sędzia główny: Konstantin Olenin Sędziowie liniowi: Roman Gofman |
| Godzina: 16:15 | 8 min. kar                              |                 | 10 min. kar                                                                                                 | Widzów: 6648 Sędzia główny: Konstantin Olenin Sędziowie liniowi: Roman Gofman |

| 7 maja 2015 | Finlandia | 4:0 | Słowenia | ČEZ Aréna, Ostrawa |

| Szczegóły      | Szczegóły                                                                                  | Szczegóły       | Szczegóły  | Szczegóły                                                                    |
| -------------- | ------------------------------------------------------------------------------------------ | --------------- | ---------- | ---------------------------------------------------------------------------- |
| Godzina: 20:15 | L. Komarov (EQ) 05:53 P. Kontiola (EQ) 06:34 A. Barkov (EQ) 21:19 J. Kemppainen (PP) 35:57 | (2:0, 2:0, 0:0) |            | Widzów: 6450 Sędzia główny: Jozek Kubus Sędziowie liniowi: Daniel Piechaczek |
| Godzina: 20:15 | 4 min. kar                                                                                 |                 | 6 min. kar | Widzów: 6450 Sędzia główny: Jozek Kubus Sędziowie liniowi: Daniel Piechaczek |

| 8 maja 2015 | Słowenia | 1:3 | Norwegia | ČEZ Aréna, Ostrawa |

| Szczegóły      | Szczegóły            | Szczegóły       | Szczegóły                                                            | Szczegóły                                                                        |
| -------------- | -------------------- | --------------- | -------------------------------------------------------------------- | -------------------------------------------------------------------------------- |
| Godzina: 16:15 | J. Muršak (EQ) 20:15 | (0:1, 1:2, 0:0) | 08:23 (PP) M. Trettenes 23:46 (PP) A. Bastiansen 38:49 (PP) J. Holøs | Widzów: 8812 Sędzia główny: Daniel Stricker Sędziowie liniowi: Marcus Vinnerborg |
| Godzina: 16:15 | 10 min. kar          |                 | 4 min. kar                                                           | Widzów: 8812 Sędzia główny: Daniel Stricker Sędziowie liniowi: Marcus Vinnerborg |

| 8 maja 2015 | Stany Zjednoczone | 1:0 | Dania | ČEZ Aréna, Ostrawa |

| Szczegóły      | Szczegóły            | Szczegóły       | Szczegóły  | Szczegóły                                                                    |
| -------------- | -------------------- | --------------- | ---------- | ---------------------------------------------------------------------------- |
| Godzina: 20:15 | B. Nelson (EQ) 27:54 | (0:0, 1:0, 0:0) |            | Widzów: 8812 Sędzia główny: Pavel Hodek Sędziowie liniowi: Konstantin Olenin |
| Godzina: 20:15 | 6 min. kar           |                 | 6 min. kar | Widzów: 8812 Sędzia główny: Pavel Hodek Sędziowie liniowi: Konstantin Olenin |

| 9 maja 2015 | Białoruś | 0:7 | Rosja | ČEZ Aréna, Ostrawa |

| Szczegóły      | Szczegóły   | Szczegóły       | Szczegóły | Szczegóły                                                                        |
| -------------- | ----------- | --------------- | --- | -------------------------------------------------------------------------------- |
| Godzina: 12:15 |             | (0:1, 0:3, 0:3) | 09:53 (EQ) I. Kowalczuk 21:33 (EQ) W. Tarasienko 29:24 (PP) W. Szypaczow 32:22 (EQ) A. Panarin 42:51 (PS) S. Szyrokow 44:49 (PP) J. Dadonow 51:04 (PP) J. Małkin | Widzów: 8363 Sędzia główny: Daniel Stricker Sędziowie liniowi: Daniel Piechaczek |
| Godzina: 12:15 | 18 min. kar |                 | 4 min. kar | Widzów: 8363 Sędzia główny: Daniel Stricker Sędziowie liniowi: Daniel Piechaczek |

| 9 maja 2015 | Finlandia | 3:0 | Słowacja | ČEZ Aréna, Ostrawa |

| Szczegóły      | Szczegóły                                                          | Szczegóły       | Szczegóły   | Szczegóły                                                                          |
| -------------- | ------------------------------------------------------------------ | --------------- | ----------- | ---------------------------------------------------------------------------------- |
| Godzina: 16:15 | J. Donskoi (EQ) 50:28 J. Aaltonen (EQ) 55:33 L. Komarov (EN) 59:53 | (0:0, 0:0, 3:0) |             | Widzów: 8812 Sędzia główny: Marcus Vinnerborg Sędziowie liniowi: Konstantin Olenin |
| Godzina: 16:15 | 8 min. kar                                                         |                 | 10 min. kar | Widzów: 8812 Sędzia główny: Marcus Vinnerborg Sędziowie liniowi: Konstantin Olenin |

| 9 maja 2015 | Dania | 4:1 | Norwegia | ČEZ Aréna, Ostrawa |

| Szczegóły      | Szczegóły                                                                             | Szczegóły       | Szczegóły             | Szczegóły                                                                  |
| -------------- | ------------------------------------------------------------------------------------- | --------------- | --------------------- | -------------------------------------------------------------------------- |
| Godzina: 20:15 | N. Jensen (EQ) 01:51 D. Nielsen (PP) 19:36 F. Storm (PP) 33:01 J. Jakobsen (EQ) 51:36 | (2:1, 1:0, 1:0) | 03:18 (EQ) K.A. Olimb | Widzów: 7316 Sędzia główny: Aleksi Rantala Sędziowie liniowi: Roman Gofman |
| Godzina: 20:15 | 8 min. kar                                                                            |                 | 8 min. kar            | Widzów: 7316 Sędzia główny: Aleksi Rantala Sędziowie liniowi: Roman Gofman |

| 10 maja 2015 | Słowenia | 1:3 | Stany Zjednoczone | ČEZ Aréna, Ostrawa |

| Szczegóły      | Szczegóły           | Szczegóły       | Szczegóły                                                      | Szczegóły                                                                  |
| -------------- | ------------------- | --------------- | -------------------------------------------------------------- | -------------------------------------------------------------------------- |
| Godzina: 16:15 | A. Mušič (EQ) 26:54 | (0:2, 1:0, 0:1) | 04:17 (EQ) B. Nelson 16:32 (PP) B. Nelson 41:09 (EQ) J. Eichel | Widzów: 8202 Sędzia główny: Aleksi Rantala Sędziowie liniowi: Roman Gofman |
| Godzina: 16:15 | 4 min. kar          |                 | 6 min. kar                                                     | Widzów: 8202 Sędzia główny: Aleksi Rantala Sędziowie liniowi: Roman Gofman |

| 10 maja 2015 | Słowacja | 2:3 pd. | Rosja | ČEZ Aréna, Ostrawa |

| Szczegóły      | Szczegóły                                   | Szczegóły            | Szczegóły                                                             | Szczegóły                                                                   |
| -------------- | ------------------------------------------- | -------------------- | --------------------------------------------------------------------- | --------------------------------------------------------------------------- |
| Godzina: 20:15 | T. Kopecký (EQ) 05:58 M. Gáborík (EQ) 47:05 | (1:0, 0:1, 1:1, 0:1) | 27:07 (PP) S. Moziakin 41:10 (EQ) W. Tarasienko 62:06 (EQ) A. Panarin | Widzów: 8812 Sędzia główny: Pavel Hodek Sędziowie liniowi: Vladimír Šindler |
| Godzina: 20:15 | 4 min. kar                                  |                      | 2 min. kar                                                            | Widzów: 8812 Sędzia główny: Pavel Hodek Sędziowie liniowi: Vladimír Šindler |

| 11 maja 2015 | Finlandia | 3:2 pk. | Białoruś | ČEZ Aréna, Ostrawa |

| Szczegóły      | Szczegóły                                                               | Szczegóły                 | Szczegóły                                     | Szczegóły                                                                    |
| -------------- | ----------------------------------------------------------------------- | ------------------------- | --------------------------------------------- | ---------------------------------------------------------------------------- |
| Godzina: 16:15 | J. Doonskoi (PP) 51:57 T. Hartikainen (EQ) 52:51 J. Doonskoi (PS) 65:00 | (0:0, 0:0, 2:2, 0:0, 1:0) | 45:09 (EQ) J. Kowyrszyn 59:29 (EQ) A. Kałużny | Widzów: 8812 Sędzia główny: Daniel Stricker Sędziowie liniowi: Tobias Wehrli |
| Godzina: 16:15 | 8 min. kar                                                              |                           | 6 min. kar                                    | Widzów: 8812 Sędzia główny: Daniel Stricker Sędziowie liniowi: Tobias Wehrli |

| 11 maja 2015 | Słowenia | 1:0 | Dania | ČEZ Aréna, Ostrawa |

| Szczegóły      | Szczegóły           | Szczegóły       | Szczegóły  | Szczegóły                                                                         |
| -------------- | ------------------- | --------------- | ---------- | --------------------------------------------------------------------------------- |
| Godzina: 20:15 | Ž. Pance (EQ) 10:00 | (1:0, 0:0, 0:0) |            | Widzów: 6768 Sędzia główny: Marcus Vinnerborg Sędziowie liniowi: Vladimír Šindler |
| Godzina: 20:15 | 2 min. kar          |                 | 2 min. kar | Widzów: 6768 Sędzia główny: Marcus Vinnerborg Sędziowie liniowi: Vladimír Šindler |

| 12 maja 2015 | Norwegia | 2:3 | Białoruś | ČEZ Aréna, Ostrawa |

| Szczegóły      | Szczegóły                                     | Szczegóły       | Szczegóły                                                          | Szczegóły                                                                    |
| -------------- | --------------------------------------------- | --------------- | ------------------------------------------------------------------ | ---------------------------------------------------------------------------- |
| Godzina: 12:15 | P. Thoresen (EQ) 32:20 M. Nørstebø (EQ) 45:13 | (0:1, 1:2, 1:0) | 07:29 (PP) A. Kalużny 29:01 (PP) D. Korabau 32:03 (PP) S. Kascicyn | Widzów: 8812 Sędzia główny: Pavel Hodek Sędziowie liniowi: Marcus Vinnerborg |
| Godzina: 12:15 | 14 min. kar                                   |                 | 10 min. kar                                                        | Widzów: 8812 Sędzia główny: Pavel Hodek Sędziowie liniowi: Marcus Vinnerborg |

| 12 maja 2015 | Stany Zjednoczone | 5:4 pd. | Słowacja | ČEZ Aréna, Ostrawa |

| Szczegóły      | Szczegóły                                                                                         | Szczegóły            | Szczegóły                                                                                 | Szczegóły                                                                      |
| -------------- | ------------------------------------------------------------------------------------------------- | -------------------- | ----------------------------------------------------------------------------------------- | ------------------------------------------------------------------------------ |
| Godzina: 16:15 | B. Smith (EQ) 02:36 S. Jones (PP) 04:11 A. Lee (EQ) 20:27 C. Coyle (EQ) 39:08 J. Echel (EQ) 64:32 | (2:0, 2:4, 0:0, 1:0) | 26:29 (PP) M. Gáborík 30:36 (EQ) A. Jánošík 36:27 (EQ) V. Dravecký 38:22 (EQ) M. Bartovič | Widzów: 8812 Sędzia główny: Tobias Wehrli Sędziowie liniowi: Daniel Piechaczek |
| Godzina: 16:15 | 10 min. kar                                                                                       |                      | 12 min. kar                                                                               | Widzów: 8812 Sędzia główny: Tobias Wehrli Sędziowie liniowi: Daniel Piechaczek |

| 12 maja 2015 | Finlandia | 3:2 pk. | Rosja | ČEZ Aréna, Ostrawa |

| Szczegóły      | Szczegóły                                                        | Szczegóły                 | Szczegóły                                    | Szczegóły                                                               |
| -------------- | ---------------------------------------------------------------- | ------------------------- | -------------------------------------------- | ----------------------------------------------------------------------- |
| Godzina: 20:15 | A. Barkov (PP) 24:54 J. Donskoi (EQ) 57:41 J. Donskoi (PS) 65:00 | (0:1, 1:0, 1:1, 0:0, 1:0) | 18:04 (EQ) S. Moziakin 54:54 (EQ) A. Panarin | Widzów: 8812 Sędzia główny: Mikael Nord Sędziowie liniowi: Tobias Bjork |
| Godzina: 20:15 | 25 min. kar                                                      |                           | 6 min. kar                                   | Widzów: 8812 Sędzia główny: Mikael Nord Sędziowie liniowi: Tobias Bjork |

## Faza pucharowa
|  |                        |                   |                      |                      |   |                   |                      |                      |                      |                      |                   |       |       |
|  | Ćwierćfinały           | Ćwierćfinały      | Ćwierćfinały         |                      |   | Półfinały         | Półfinały            | Półfinały            |                      |                      | Finał             | Finał | Finał |
|  | Ćwierćfinały           | Ćwierćfinały      | Ćwierćfinały         |                      |   | Półfinały         | Półfinały            | Półfinały            |                      |                      | Finał             | Finał | Finał |
|  | 14 maja 2015 – Ostrawa |                   |                      |                      |   |                   |                      |                      |                      |                      |                   |       |       |
|  |                        |                   |                      |                      |   |                   |                      |                      |                      |                      |                   |       |       |
|  | Stany Zjednoczone      | Stany Zjednoczone | 3                    |                      |   |                   |                      |                      |                      |                      |                   |       |       |
|  | Stany Zjednoczone      | Stany Zjednoczone | 3                    | 16 maja 2015 – Praga |   |                   |                      |                      |                      |                      |                   |       |       |
|  | Szwajcaria             | Szwajcaria        | 1                    |                      |   |                   |                      |                      |                      |                      |                   |       |       |
|  | Szwajcaria             | Szwajcaria        | 1                    |                      |   | Stany Zjednoczone | Stany Zjednoczone    | 0                    |                      |                      |                   |       |       |
|  | 14 maja 2015 – Ostrawa |                   |                      |                      |   | Stany Zjednoczone | Stany Zjednoczone    | 0                    |                      |                      |                   |       |       |
|  |                        |                   | Rosja                | Rosja                | 4 |                   |                      |                      |                      |                      |                   |       |       |
|  | Szwecja                | Szwecja           | Rosja                | Rosja                | 4 | 3                 |                      |                      |                      |                      |                   |       |       |
|  | Szwecja                | Szwecja           |                      |                      |   | 3                 | 17 maja 2015 – Praga |                      |                      |                      |                   |       |       |
|  | Rosja                  | Rosja             | 5                    |                      |   |                   |                      |                      |                      |                      |                   |       |       |
|  | Rosja                  | Rosja             | 5                    |                      |   | Rosja             | Rosja                | 1                    |                      |                      |                   |       |       |
|  | 14 maja 2015 – Praga   |                   |                      |                      |   | Rosja             | Rosja                | 1                    |                      |                      |                   |       |       |
|  |                        |                   | Kanada               | Kanada               | 6 |                   |                      |                      |                      |                      |                   |       |       |
|  | Kanada                 | Kanada            | Kanada               | Kanada               | 6 | 9                 |                      |                      |                      |                      |                   |       |       |
|  | Kanada                 | Kanada            | 16 maja 2015 – Praga |                      |   | 9                 |                      |                      |                      |                      |                   |       |       |
|  | Białoruś               | Białoruś          | 0                    |                      |   |                   |                      |                      |                      |                      |                   |       |       |
|  | Białoruś               | Białoruś          | 0                    |                      |   | Kanada            | Kanada               | 2                    | Mecz o 3. miejsce    | Mecz o 3. miejsce    | Mecz o 3. miejsce |       |       |
|  | 14 maja 2015 – Praga   |                   |                      |                      |   | Kanada            | Kanada               | 2                    | Mecz o 3. miejsce    | Mecz o 3. miejsce    | Mecz o 3. miejsce |       |       |
|  |                        |                   | Czechy               | Czechy               | 0 |                   |                      | 17 maja 2015 – Praga | 17 maja 2015 – Praga | 17 maja 2015 – Praga |                   |       |       |
|  | Finlandia              | Finlandia         | Czechy               | Czechy               | 0 | 3                 |                      | 17 maja 2015 – Praga | 17 maja 2015 – Praga | 17 maja 2015 – Praga |                   |       |       |
|  | Finlandia              | Finlandia         |                      |                      |   |                   |                      | Stany Zjednoczone    | Stany Zjednoczone    | 3                    |                   |       |       |
|  | Czechy                 | Czechy            | 5                    |                      |   |                   |                      |                      | Stany Zjednoczone    | 3                    |                   |       |       |
|  | Czechy                 | Czechy            | 5                    |                      |   |                   |                      | Czechy               | Czechy               | 0                    |                   |       |       |
|  |                        |                   |                      |                      |   |                   |                      |                      | Czechy               | 0                    |                   |       |       |

### Ćwierćfinały
| 14 maja 2015 | Stany Zjednoczone | 3:1 | Szwajcaria | ČEZ Aréna, Ostrawa |

| Szczegóły      | Szczegóły                                                      | Szczegóły       | Szczegóły          | Szczegóły                                                                   |
| -------------- | -------------------------------------------------------------- | --------------- | ------------------ | --------------------------------------------------------------------------- |
| Godzina: 15:15 | B. Smith (EQ) 30:17 C. Coyle (EQ) 31:14 J. Gardiner (EQ) 50:33 | (0:1, 2:0, 1:0) | 13:04 (EQ) R. Josi | Widzów: 6495 Sędzia główny: Wiaczesław Bułanow Sędziowie liniowi: Jyri Rönn |
| Godzina: 15:15 | 6 min. kar                                                     |                 | 4 min. kar         | Widzów: 6495 Sędzia główny: Wiaczesław Bułanow Sędziowie liniowi: Jyri Rönn |

| 14 maja 2015 | Kanada | 9:0 | Białoruś | O2 Arena, Praga |

| Szczegóły      | Szczegóły | Szczegóły       | Szczegóły   | Szczegóły                                                                       |
| -------------- | --- | --------------- | ----------- | ------------------------------------------------------------------------------- |
| Godzina: 16:15 | B. Burns (EQ) 00:27 T. Ennis (EQ) 07:36 R. O’Reilly (EQ) 10:15 T. Seguin (PP) 17:28 T. Seguin (EQ) 23:23 B. Burns (PP) 31:08 T. Seguin (PP) 50:32 R. O’Reilly (EQ) 53:02 J. Spezza (EQ) 55:19 | (4:0, 2:0, 3:0) |             | Widzów: 15126 Sędzia główny: Timothy Mayer Sędziowie liniowi: Marcus Vinnerborg |
| Godzina: 16:15 | 6 min. kar |                 | 10 min. kar | Widzów: 15126 Sędzia główny: Timothy Mayer Sędziowie liniowi: Marcus Vinnerborg |

| 14 maja 2015 | Szwecja | 3:5 | Rosja | ČEZ Aréna, Ostrawa |

| Szczegóły      | Szczegóły                                                           | Szczegóły       | Szczegóły | Szczegóły                                                                     |
| -------------- | ------------------------------------------------------------------- | --------------- | --- | ----------------------------------------------------------------------------- |
| Godzina: 19:15 | J. Klingberg (PP) 31:01 A. Lander (EQ) 43:36 L. Eriksson (EQ) 54:45 | (0:2, 1:1, 2:2) | 10:51 (PP) S. Moziakin 16:01 (EQ) S. Szyrokow 20:48 (EQ) J. Małkin 55:11 (EQ) J. Małkin 58:13 (EQ, EN) W. Tarasienko | Widzów: 7248 Sędzia główny: Tobias Wehrli Sędziowie liniowi: Vladimír Šindler |
| Godzina: 19:15 | 14 min. kar                                                         |                 | 14 min. kar | Widzów: 7248 Sędzia główny: Tobias Wehrli Sędziowie liniowi: Vladimír Šindler |

| 14 maja 2015 | Finlandia | 3:5 | Czechy | O2 Arena, Praga |

| Szczegóły      | Szczegóły                                                      | Szczegóły       | Szczegóły                                                                                               | Szczegóły                                                                      |
| -------------- | -------------------------------------------------------------- | --------------- | --- | ------------------------------------------------------------------------------ |
| Godzina: 20:15 | T. Ruutu (EQ) 17:19 J. Jokinen (EQ) 23:45 A. Barkov (EQ) 44:24 | (1:1, 1:2, 1:2) | 08:56 (EQ) J. Kovář 33:51 (PP) J. Jágr 35:28 (PP) J. Kovář 55:30 (EQ) J. Jágr 59:37 (EQ, EN) V. Sobotka | Widzów: 17383 Sędzia główny: Konstantin Olenin Sędziowie liniowi: Roman Gofman |
| Godzina: 20:15 | 10 min. kar                                                    |                 | 6 min. kar                                                                                              | Widzów: 17383 Sędzia główny: Konstantin Olenin Sędziowie liniowi: Roman Gofman |

### Półfinały
| 16 maja 2015 | Kanada | 2:0 | Czechy | O2 Arena, Praga |

| Szczegóły      | Szczegóły                               | Szczegóły       | Szczegóły  | Szczegóły                                                                            |
| -------------- | --------------------------------------- | --------------- | ---------- | ------------------------------------------------------------------------------------ |
| Godzina: 15:15 | T. Hall (EQ) 08:40 J. Spezza (EQ) 29:02 | (1:0, 1:0, 0:0) |            | Widzów: 17383 Sędzia główny: Marcus Vinnerborg Sędziowie liniowi: Wiaczesław Bułanow |
| Godzina: 15:15 | 4 min. kar                              |                 | 4 min. kar | Widzów: 17383 Sędzia główny: Marcus Vinnerborg Sędziowie liniowi: Wiaczesław Bułanow |

| 16 maja 2015 | Stany Zjednoczone | 0:4 | Rosja | O2 Arena, Praga |

| Szczegóły      | Szczegóły  | Szczegóły       | Szczegóły                                                                                         | Szczegóły                                                               |
| -------------- | ---------- | --------------- | ------------------------------------------------------------------------------------------------- | ----------------------------------------------------------------------- |
| Godzina: 19:15 |            | (0:0, 0:0, 0:4) | 47:17 (EQ) S. Moziakin 50:19 (EQ) A. Owieczkin 55:28 (EQ) W. Szypaczow 58:35 (EQ) (ENG) J. Małkin | Widzów: 14938 Sędzia główny: Tobias Wehrli Sędziowie liniowi: Jyri Ronn |
| Godzina: 19:15 | 6 min. kar |                 | 4 min. kar                                                                                        | Widzów: 14938 Sędzia główny: Tobias Wehrli Sędziowie liniowi: Jyri Ronn |

### Mecz o trzecie miejsce
| 17 maja 2015 | Stany Zjednoczone | 3:0 | Czechy | O2 Arena, Praga |

| Szczegóły      | Szczegóły                                                    | Szczegóły       | Szczegóły  | Szczegóły                                                                   |
| -------------- | ------------------------------------------------------------ | --------------- | ---------- | --------------------------------------------------------------------------- |
| Godzina: 16:15 | N. Bonino (EQ) 07:25 T. Lewis (EQ) 18:13 C. Coyle (EQ) 39:10 | (2:0, 1:0, 0:0) |            | Widzów: 15007 Sędzia główny: Marcus Vinnerborg Sędziowie liniowi: Jyri Ronn |
| Godzina: 16:15 | 12 min. kar                                                  |                 | 6 min. kar | Widzów: 15007 Sędzia główny: Marcus Vinnerborg Sędziowie liniowi: Jyri Ronn |

### Finał
| 17 maja 2015 | Kanada | 6:1 | Rosja | O2 Arena, Praga |

| Szczegóły      | Szczegóły | Szczegóły       | Szczegóły            | Szczegóły                                                                      |
| -------------- | --- | --------------- | -------------------- | ------------------------------------------------------------------------------ |
| Godzina: 20:45 | C. Eakin (EQ) 18:10 T. Ennis (EQ) 21:56 S. Crosby (EQ) 27:22 T. Seguin (EQ) 28:06 C. Giroux (PP) 48:58 N. MacKinnon (EQ) 49:50 | (1:0, 3:0, 2:1) | 52:47 (EQ) J. Małkin | Widzów: 17383 Sędzia główny: Tobias Wehrli Sędziowie liniowi: Vladimír Šindler |
| Godzina: 20:45 | 4 min. kar |                 | 10 min. kar          | Widzów: 17383 Sędzia główny: Tobias Wehrli Sędziowie liniowi: Vladimír Šindler |

## Statystyki
Stan po zakończeniu turnieju. Źródło: IIHF.com

### Zawodnicy z pola
| Lp. | Zawodnik          | Mecze | Gole |
| --- | ----------------- | ----- | ---- |
| 1.  | Tyler Seguin      | 10    | 9    |
| 2.  | Filip Forsberg    | 8     | 8    |
| 3.  | Taylor Hall       | 10    | 7    |
| 4.  | Jaromír Jágr      | 10    | 6    |
| 4.  | Siergiej Moziakin | 10    | 6    |
| 4.  | Brock Nelson      | 10    | 6    |
| 4.  | Jason Spezza      | 10    | 6    |

| Lp. | Zawodnik             | Mecze | Asysty |
| --- | -------------------- | ----- | ------ |
| 1.  | Oliver Ekman Larsson | 8     | 10     |
| 2.  | Brent Burns          | 10    | 9      |
| 2.  | Ryan O’Reilly        | 10    | 9      |
| 4.  | Mathis Olimb         | 7     | 8      |
| 5.  | Jussi Jokinen        | 8     | 8      |

| Lp. | Zawodnik             | Mecze | Gole | As. | Pkt |
| --- | -------------------- | ----- | ---- | --- | --- |
| 1.  | Jason Spezza         | 10    | 6    | 8   | 14  |
| 2.  | Jordan Eberle        | 10    | 5    | 8   | 13  |
| 3.  | Taylor Hall          | 10    | 7    | 5   | 12  |
| 4.  | Siergiej Moziakin    | 10    | 6    | 6   | 12  |
| 5.  | Matt Duchene         | 10    | 4    | 8   | 12  |
| 6.  | Oliver Ekman Larsson | 8     | 2    | 10  | 12  |

| Lp. | Zawodnik             | Mecze | Gole | As. | Pkt |
| --- | -------------------- | ----- | ---- | --- | --- |
| 1.  | Oliver Ekman Larsson | 8     | 2    | 10  | 12  |
| 2.  | Brent Burns          | 10    | 2    | 9   | 11  |
| 3.  | Jake Muzzin          | 10    | 0    | 8   | 8   |
| 4.  | Aaron Ekblad         | 10    | 4    | 3   | 7   |
| 5.  | Ondřej Němec         | 10    | 3    | 3   | 6   |

| Lp. | Zawodnik       | Mecze | +/− |
| --- | -------------- | ----- | --- |
| 1.  | Jake Muzzin    | 10    | +14 |
| 2.  | Sean Couturier | 10    | +13 |
| 3.  | Brent Burns    | 10    | +12 |
| 4.  | Tyson Barrie   | 10    | +12 |
| 5.  | Claude Giroux  | 10    | +11 |

| Lp. | Zawodnik          | Mecze | Minuty |
| --- | ----------------- | ----- | ------ |
| 1.  | Antoine Roussel   | 7     | 34     |
| 2.  | Leo Komarov       | 7     | 29     |
| 3.  | Andrej Meszároš   | 7     | 27     |
| 3.  | Kristaps Sotnieks | 7     | 27     |
| 5.  | Sacha Treille     | 7     | 27     |

### Klasyfikacje bramkarzy
Zestawienie uwzględnia bramkarzy, którzy rozegrali minimum 40% łącznego czasu gry swoich zespołów. Źródło: IIHF.com
| Lp. | Zawodnik          | Mecze | %     |
| --- | ----------------- | ----- | ----- |
| 1.  | Connor Hellebuyck | 8     | 94,79 |
| 2.  | Sebastian Dahm    | 5     | 93,17 |
| 3.  | Mike Smith        | 8     | 93,02 |
| 4.  | Pekka Rinne       | 7     | 92,77 |
| 5.  | Cristobal Huet    | 5     | 92,25 |

| Lp. | Zawodnik          | Mecze | #    |
| --- | ----------------- | ----- | ---- |
| 1.  | Connor Hellebuyck | 8     | 1,37 |
| 2.  | Mike Smith        | 8     | 1,50 |
| 3.  | Pekka Rinne       | 7     | 1,69 |
| 4.  | Ondřej Pavelec    | 9     | 1,97 |
| 5.  | Cristobal Huet    | 5     | 2,09 |

| Lp. | Zawodnik          | Mecze | # |
| --- | ----------------- | ----- | - |
| 1.  | Pekka Rinne       | 7     | 3 |
| 2.  | Connor Hellebuyck | 8     | 2 |
| 3.  | Mike Smith        | 8     | 2 |

| Lp. | Zawodnik           | Mecze | Obrony |
| --- | ------------------ | ----- | ------ |
| 1.  | Siergiej Bobrowski | 9     | 202    |
| 2.  | Connor Hellebuyck  | 8     | 200    |
| 3.  | Edgars Masaļskis   | 7     | 198    |

## Wyróżnienia indywidualne
- Najlepsi zawodnicy wybrani przez dyrektoriat turnieju[2]:
  - Najlepszy bramkarz:  Pekka Rinne
  - Najlepszy obrońca:  Brent Burns
  - Najlepszy napastnik:  Jason Spezza
- Skład Gwiazd wybrany w głosowaniu dziennikarzy[3]:
  - Bramkarz:  Connor Hellebuyck
  - Obrońcy:  Brent Burns,  Oliver Ekman Larsson
  - Napastnicy:  Jaromír Jágr,  Jason Spezza,  Taylor Hall
  - Najbardziej wartościowy gracz:  Jaromír Jágr[4]

## Składy medalistów
| Złoto Kanada           | Tyson Barrie, Brent Burns, Sean Couturier, Sidney Crosby, Matt Duchene, Cody Eakin, Jordan Eberle, Aaron Ekblad, Tyler Ennis, Claude Giroux, Taylor Hall, Dan Hamhuis, Martin Jones, Nathan MacKinnon, Jake Muzzin, Ryan O’Reilly, David Savard, Brayden Schenn, Tyler Seguin, Mike Smith, Jason Spezza, Tyler Toffoli, Patrick Wiercioch Trener: Todd McLellan |
| Srebro Rosja           | Artiom Anisimow, Wiktor Antipin, Konstantin Barulin, Anton Biełow, Jewgienij Biriukow, Siergiej Bobrowski, Anton Chudobin, Maksim Czudinow, Jewgienij Dadonow, Jegor Jakowlew, Ilja Kowalczuk, Dmitrij Kulikow, Nikołaj Kulomin, Jewgienij Małkin, Jewgienij Miedwiediew, Andriej Mironow, Siergiej Moziakin, Aleksandr Owieczkin, Artiemij Panarin, Siergiej Płotnikow, Siergiej Szyrokow, Wadim Szypaczow, Władimir Tarasienko, Wiktor Tichonow, Danis Zaripow Trener: Oleg Znarok |
| Brąz Stany Zjednoczone | Mark Arcobello, Nick Bonino, Jack Campbell, Charlie Coyle, Jack Eichel, Justin Faulk, Jake Gardiner, Connor Hellebuyck, Matt Hendricks, Seth Jones, Torey Krug, Dylan Larkin, Anders Lee, Trevor Lewis, Alex Lyon, John Moore Jr., Connor Murphy, Jeremy Morin, Steve Moses, Brock Nelson, Zach Redmond, Mike Reilly, Dan Sexton, Ben Smith, Jimmy Vesey Trener: Todd Richards |

## Klasyfikacja końcowa

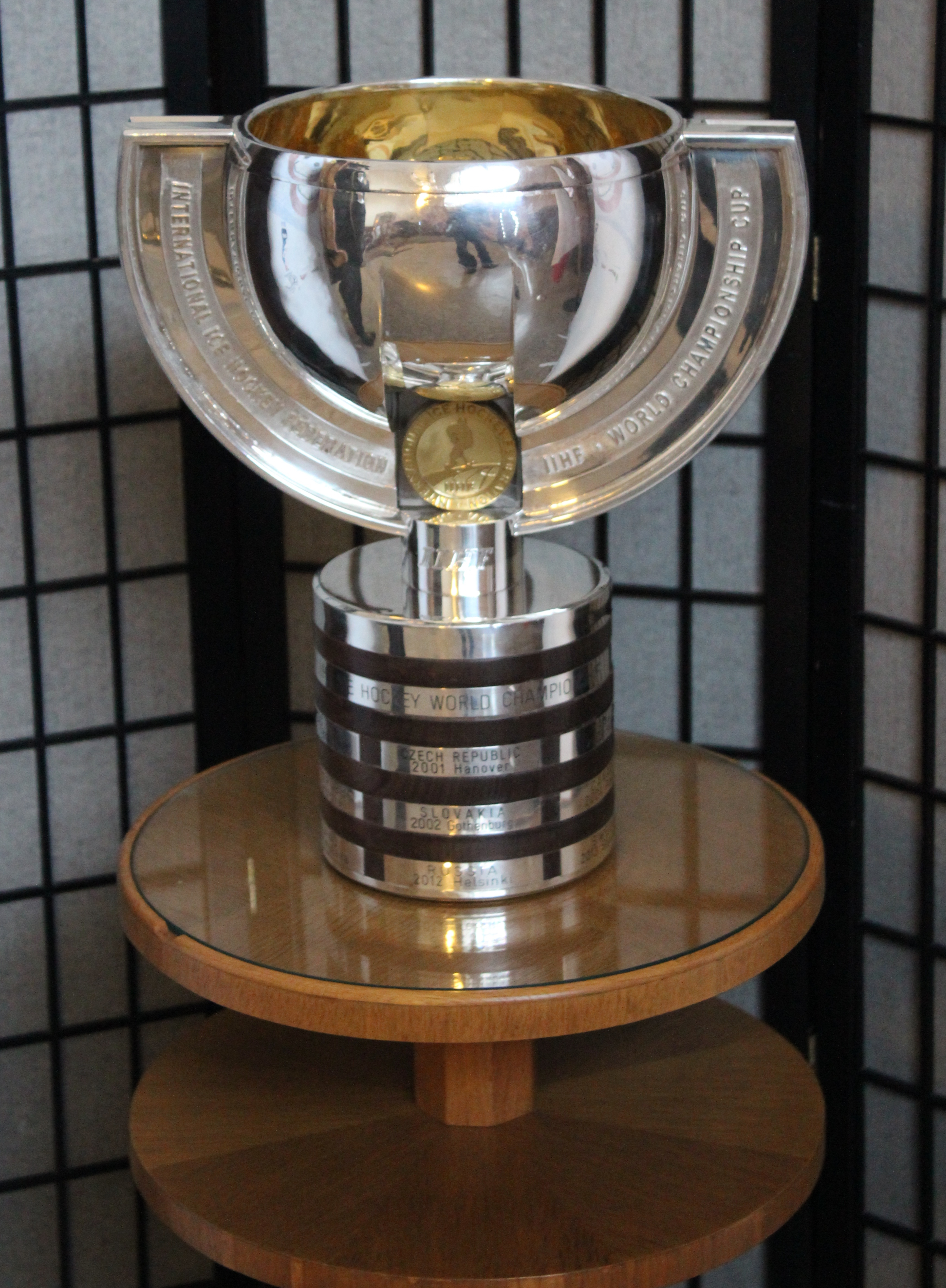
Trofeum dla zwycięzcy mistrzostw świata wystawione podczas turnieju 2015 w Czechach

| Msc. | Reprezentacja     |
| ---- | ----------------- |
|      | Kanada            |
|      | Rosja             |
|      | Stany Zjednoczone |
| 4    | Czechy            |
| 5    | Finlandia         |
| 6    | Szwecja           |
| 7    | Białoruś          |
| 8    | Szwajcaria        |
| 9    | Słowacja          |
| 10   | Niemcy            |
| 11   | Norwegia          |
| 12   | Francja           |
| 13   | Łotwa             |
| 14   | Dania             |
| 15   | Austria           |
| 16   | Słowenia          |

| Spadek do I Dywizji Grupy A w 2016: | Słowenia, Austria |
| Awans do turnieju MŚ Elity w 2016:  | Kazachstan, Węgry |